# Санжаровка (Донецкая область)
Санжа́ровка (укр. Санжарівка) — село в Бахмутском районе Донецкой области Украины. 

## География
Село расположено на левом берегу реки Санжаровки, на границе Донецкой и Луганской областей, которая проходит к востоку (по руслу) и северу от населённого пункта.
Также к северо-западу от населённого пункта проходит линия разграничения сил в Донбассе (см. Второе минское соглашение).

### Соседние населённые пункты по сторонам света

#### Под контролем ВСУ
З: Рассадки

#### Под контролем ДНР/ЛНР
ЮЗ: Нижнее Лозовое
Ю: Новогригоровка, город Дебальцево (в окрестностях которого исток реки Санжаровки)
В: Полевое (на правом берегу Санжаровки) — в Луганской области
СВ: Надаровка, Веселогоровка (ниже по течению Санжаровки) — в Луганской области

## Население
Население по переписи 2001 года составляло 8 человек.

## История
В январе 2015 года село стало местом проведения боевых действий.

## Известные уроженцы
Уроженцем села является советский учёный Семён Никитич Московец.

## Местный совет
Санжаровка входит в состав Новогригоровского сельского совета.
Адрес местного совета: 84582, Донецкая область, Бахмутский р-н, с. Новогригоровка, ул. Октябрьская, 27.